# Otzberg (gmina)
Otzberg – gmina w Niemczech, w kraju związkowym Hesja, w rejencji Darmstadt, w powiecie Darmstadt-Dieburg.

## Współpraca
Miejscowości partnerskie:
- Langenweißbach, Saksonia
- Lencloître, Francja